# Kazakhstan Airlines
Kazakhstan Airlines – zlikwidowane kazachskie linie lotnicze z siedzibą w Ałmaty. Głównym portem lotniczym był port lotniczy Ałmaty.

## Historia
Linie wykonywały loty krajowe i zagraniczne oraz czartery i połączenia cargo. W skład floty wchodziły samoloty An-24, An-26, An-30, Ił-18, Ił-76, Ił-86, Tu-134, Tu-154, Jak-40, Jak-42 i Boeing 747.
W 1996 roku linie zakończyły działalność w związku z następstwami katastrofy lotniczej nad Charkhi Dadri. Rolę narodowego przewoźnika przejęły utworzone w tym samym roku linie Air Kazakhstan.